# Hamon de Laval
Pour les articles homonymes, voir Hamon.
Hamon de Laval († v. 1076/1085), deuxième seigneur de Laval (Mayenne), il est le fils de Guy Ier de Laval et de Berthe de Tosny.

## Histoire
Au lieu de Jean, son fils aîné, devenu moine à Marmoutier, Guy Ier de Laval eut pour successeur, à une date qu'on ne peut fixer qu'approximativement vers 1065, le second de ses fils, Hamon, né comme Jean, de Berthe de Toësny. Hamon devait avoir près de cinquante ans, car dans tous les documents relatifs à Guy I, il figure à côté de son frère, Jean, qu'on sait être entré en religion dans sa vingt-neuvième année. 
Comme pour Guy I, les chroniques sont muettes sur Hamon, et les chartes ne font connaître qu'un petit nombre de dispositions charitables, prises par lui en faveur des ordres religieux. Parmi elles on trouve  celles qui sont relatives à la fondation du prieuré du Ronceray, établi à Avénières, grâce à la générosité de Guérin de Saint-Berthevin, vassal de Hamon. Aussi celui-ci fut-il appelé à donner son approbation de suzerain aux dons faits par Guérin à la célèbre abbaye d'Angers. 
C'est en 1066, pendant que Hamon était seigneur de Laval, que Guillaume le Conquérant accomplit son coup de main sur l'Angleterre. Charles Maucourt de Bourjolly n'hésite pas à déclarer que Hamon « passa avec ses frères en Angleterre ». Il n'en est rien, les documents anciens ne mentionnent pas le fait et le nom de Laval ne se rencontre dans aucune des listes dressées, au moment même de la conquête, afin de conserver les noms des vainqueurs.
Guy Ier était destiné à vivre encore de longues années lorsqu'il donna à Hamon pour épouse Hersende, dont la famille n'est pas connue et qui ne mourut qu'après son mari, comme le prouve la charte 402 du Ronceray, où elle intervient avec Guy II, son fils. Pour l'Art de vérifier les dates, il succéda à son père dans la terre de Laval. 
Il est impossible de fixer exactement l'époque du décès de Hamon, dont le dernier acte daté est son intervention à la sentence par laquelle, en 1076, Raoul, archevêque de Tours, tranchait le litige entre la Couture et Marmoutier, au sujet de Saint-Malo de Sablé. Quant à Guy II, de tous ses actes un seul est daté, celui qui fut dressé en 1090, au moment de la sépulture de Denise de Mortain, son épouse. Hamon mourut donc entre 1076 et 1090 ; on ne doit guère s'écarter de la vérité en fixant son décès en 1080. 
Hamon finit ses jours en 1080, et fut enterré à l'abbaye de Marmoutier suivant un des cartulaires de cette maison.

## Mariage et descendance
Il épouse vers 1035 une certaine Hersende avec laquelle il a deux enfants :
- Guy II († ap. 1105), seigneur de Laval ;
- Hugues de Laval lequel, après la mort d'Agnès de Mayenne, sa femme, fut chanoine du Mans, sous l'évêque Hoël.